# Arahati
Arahati era una ciutat i un regne de Síria, vassall d'Egipte al segle xv aC, que estava situat prop de Niya, al sud d'Alep.
Cap a la meitat del segle xiv aC, Takuya, rei de Niya, va anar a demanar la pau a Subiluliuma I, que havia sotmès el territori. Durant la seva absència,el germà del rei, Aki-Tesup de Niya va organitzar una conspiració amb els nobles Hismiya, Asiri, Zulkiya, Utria i Niruwa, amb les seves tropes i carros de guerra, juntament amb Akiya el rei d'Arahati. Van ocupar aquella ciutat i la van alçar en armes contra el rei hitita, i Subiluliuma va avançar contra el regne d'Arahati i va vèncer els rebels. Va fer presoner a Akiya, a Aki-Tesup i a tots els nobles i els va enviar a Hattusa, amb tots els tresors que posseïen. Va incorporar el territori a l'Imperi Hitita i el regne va desaparèixer, com també el Regne de Khalap, que havia unificat i on va posar com a rei al seu fill Telepinus I de Khalap.